# Xenobrochus indianensis
Xenobrochus indianensis är en armfotingsart som först beskrevs av Cooper 1973.  Xenobrochus indianensis ingår i släktet Xenobrochus och familjen Dyscoliidae. Inga underarter finns listade i Catalogue of Life.